# Ein Hoch der Liebe
Chansons représentant l'Allemagne au Concours Eurovision de la chanson
Anouschka
(1967) Primaballerina
(1969)
Ein Hoch der Liebe (« Un toast à l'amour ») est une chanson écrite par Carl J. Schäuble (de), composée par Horst Jankowski et interprétée par Wencke Myhre, sortie en disque 45 tours en 1968. 
C'est la chanson représentant l'Allemagne au Concours Eurovision de la chanson 1968.
La chanson a également été enregistré par Wencke Myhre en norvégien et en suédois respectivement sous les titres Si ja til kjærlighet et Säg ja till kärleken (« Dites oui à l'amour »).

## À l'Eurovision

### Sélection
La chanson Ein Hoch der Liebe, interprétée par Wencke Myhre, est sélectionnée en interne en 1968 par la Norddeutscher Rundfunk, pour représenter l'Allemagne au Concours Eurovision de la chanson 1968 le 6 avril à Londres.

### À Londres
La chanson est intégralement interprétée en allemand, langue officielle de l'Allemagne, comme l'impose la règle de 1966 à 1972. L'orchestre est dirigé par Horst Jankowski.
Ein Hoch der Liebe est la seizième chanson interprétée lors de la soirée du concours, suivant La, la, la — chanson lauréate de 1968 par la suite — de Massiel pour l'Espagne et précédant Jedan dan des Dubrovački trubaduri pour la Yougoslavie.
À l'issue du vote, elle obtient 11 points, se classant 6e sur 17 chansons,,.

## Liste des titres
| A. | Ein Hoch der Liebe | Carl J. Schäuble (de), Horst Jankowski | 2:32 |
| B. | Jägerlatein        | James Last, Rudolf-Günter Loose (de)   | 2:42 |

## Classements

### Classements hebdomadaires
| Classement (1968)             | Meilleure position |
| ----------------------------- | ------------------ |
| Allemagne (GfK Entertainment) | 18                 |
| Autriche (Ö3 Austria Top 40)  | 17                 |

## Historique de sortie
| Pays       | Date | Format              | Label   |
| ---------- | ---- | ------------------- | ------- |
| Allemagne, | 1968 | 45 tours            | Polydor |
| Espagne    | 1968 | 45 tours            | Polydor |
| Portugal   | 1968 | super 45 tours (EP) | Polydor |
| Suisse     | 1968 | 45 tours            | Polydor |